# Вилаят Синай
Вилая́т Синай (араб. ولاية سيناء‎) — отделение исламистской террористической группы Исламское государство, действующее в Египте на Синайском полуострове. Группировка была сформирована 13 ноября 2014 года после принесения присяги Абу Бакру аль-Багдади лидером другой исламистской группировки «Ансар Бейт аль-Макдис» (араб. جماعة أنصار بيت المقدس‎).

## Предшествующие события
В течение 2014 года «Ансар Бейт аль-Макдис» посылали эмиссаров в ИГ в Сирии, чтобы найти финансовую поддержку, оружие и тактический совет. 10 ноября 2014 года многие члены АБМ дали клятву в верности Абу Бакру аль-Багдади, лидеру ИГ. Группировка получила название «Вилаят Синай» и с тех пор осуществляла нападения в Северном Синае и в других частях Египта. Группировка убила сотни египетских военнослужащих, а также она ответственна за нападения на гражданских лиц, включая убийство хорватского инженера Томислава Салопека.

## История
1 июля 2015 года группировка начала крупномасштабное наступление в окрестностях синайского города Шейх Зувейд, в конечном счёте в боях погибло более 17 боевиков и 70 военнослужащих. Согласно Брайану Фишмену из Нового Американского Фонда, тактика, используемая нападавшими — террористами-смертниками, поддержанными прямым и косвенным огнём, стрельбой из миномёта в сочетании со стрелковым оружием и одновременными нападениями в многократных местоположениях — результат приобретения знаний от боевиков ИГ в Ираке и Сирии.
Один из лидеров группы, Ашраф Али Хассанейн Гарабали, был убит в перестрелке с Силами безопасности Египта в Каире 10 ноября 2015 года. Министерство внутренних дел Египта обвинило Гарабали в ряде нападений, включая попытку устроить стрельбу в МВД Египта.

## Атаки, нападения, теракты и другая активность группировки
Группировка причастна к убийству сотни египетских военнослужащих, также она ответственна за нападения на гражданских лиц, включая убийство хорватского инженера Томислава Салопека в августе 2015 года.

### 2015 год
1 июля группировка развернула крупномасштабное наступление на город Шейх-Зувейд и его окрестности и впоследствии установила контроль над городом, однако, вскоре была выбита оттуда Силами безопасности Египта после развернувшихся боёв, в результате которых погибло 17 боевиков и 70 солдат. Согласно заявлению Брайана Фишмана из некоммерческой организации «Новая Америка», тактика боевиков — это использование террористов-смертников, прикрываемых прямым и непрямым огнём, огонь из миномётов, одновременные нападения в нескольких местах — это знания и опыт, почерпнутые от боевиков ИГ в Ираке и Сирии.
3 июля группировка взяла ответственность за запуск трёх ракет комплекса «Град» со стороны Синая в сторону южного Израиля вблизи Сектора Газа. Было подтверждено, что две ракеты ударили по городу Эшколь, в результате обошлось без жертв и разрушений. Израиль никак не отреагировал на инцидент.
16 июля группировка взяла на себя ответственность за ракетный удар по египетскому морскому патрульному судну вдоль северного побережья Синая и близко к сектору Газа.
Группировка взяла на себя ответственность за взрыв российского самолёта рейса 9268 Metrojet, в результате которого погибли 224 пассажира. 31 октября 2015 года самолёт вылетел в Санкт-Петербург из Шарм-эш-Шейха; когда самолёт разбился в Хасне (Египет), никто не выжил. Данные, полученные из чёрных ящиков самолёта, навели на мысль, что к падению самолёта привёл взрыв бомбы. 17 ноября 2015 года президент России Владимир Путин подтвердил, что самолёт упал от взрыва самодельной бомбы.
10 ноября один из лидеров организации, Ашраф Али Хассанейн Гарабали, был убит в перестрелке с Силами безопасности Египта в Каире. Министерство внутренних дел Египта заявило, что Гарабали был связан со многими терактами, включая покушение на министра внутренних дел.

### 2016 год
7 января ячейка ИГ, действующая на Синае, через Амак распространила заявление, что к западу от города Эль-Ариш боевики подорвали газопровод в Иорданию.

### 2017 год
В феврале ИГ запустило 4 ракеты комплекса «Град» с территории Египта на Синае в сторону самого южного израильского города Эйлат, три ракеты были перехвачены израильской системой «Железный купол», в результате не было зафиксировано физических потерь и разрушений, однако 11 гражданских обратились в городскую больницу Джозефа в связи с испытанным шоком.
В марте группировка выпустила видео, наименованное «Свет Шариата», на котором были запечатлены взрывы патрулей египетских вооружённых сил, уничтожения телевизионных вышек, разрушения могил, казнь пленных и захват египетских военнослужащих, и позже казнь двух пожилых мужчин (один был назван противников ИГ, а другой обвинён в показывании фокусов на улицах).
21 апреля в результате бомбардировки египетских ВВС было уничтожено 19 боевиков ИГ, включая трёх неназванных лидеров.
24 ноября произошёл Теракт в Бир-эль-Абде. Джихадисты убили 311 человек и ранили 122.
19 декабря один офицер был убит и двое ранены в результате неудачного покушения на министра иностранных дел Магди Абдель-Гаффара и министра обороны Седки Собхи.
29 декабря 11 человек было убито в результате нападения на церковь Святого Мины Котуанского Хелуан (к югу от Каира).